# Stämmetjärnen, Bohuslän
Stämmetjärnen är en sjö i Tanums kommun i Bohuslän och ingår i Enningdalsälvens huvudavrinningsområde. Sjön är 6,5 meter djup, har en yta på 0,04 kvadratkilometer och befinner sig 100 meter över havet.